# Station Leeds
Leeds City is een spoorwegstation van National Rail in Leeds in Engeland. Het station is eigendom van Network Rail en wordt beheerd door Network Rail. Het station is een van de 18 stations in het Verenigd Koninkrijk die door Network Rail beheerd worden.